# R–99
Az R–99 a brazíliai Embraer által az ERJ 145 utasszállító bázisán létrehozott többfeladatú katonai felderítő repülőgép. A típus két hajtóműves, alsószárnyas konstrukció, 1999-ben szállt fel először és még abban az évben hadrendbe is állt a Brazil Légierőnél. Mindhárom altípus szárnyvégfülekkel van felszerelve.

## Típusváltozatok
- R–99: Az eredetileg kifejlesztett repülőgép típusjele. Két változata lett továbbfejlesztve: az egyik az RS/AGS (Remote Sensoring/Air-to-Ground System) távolfelderítő rendszerrel felszerelt változat, ez az R–99B típusjelölést kapta. A törzsben a szárny elé két oldalra néző szintetikus apertúrájú radart (SAR) építettek be, amelyeket kombináltak elektro-optikai, termográfiai és FLIR-rendszerekkel (Image Intelligence, IMINT), így egy multi-spektrális szkennerként is üzemel (Measurement and Signature Intelligence, MASINT). Az altípus így SIGINT (signal intelligence) és C3I (Command, Control, Communications and Intelligence) képességekkel is rendelkezik. Jellegzetes megjelenést kölcsönöz a szárnytő elé, a törzs alá beépített nagyméretű elektronikai gondolák. A 6751-as (cn 145154), PP–XRT lajstromú gép volt az RS/AGS prototípusa. Eredeti neve EMB 145 Multi Intel. R–99A változatot korai előrejelző és légtérirányító (Airborne Early Warning & Control, AEW&C) képességekkel ruházták fel a svéd Erieye rádiólokátor géptörzs fölé építésével. A 6700 sorozatszámú példányt 2008 körül átnevezték E–99-re.
- E–99: A típus korai előrejelző és légtérirányító változata a svéd Ericsson AB AESA-rendszerű Erieye rádiólokátorával felszerelve. Vele a nagygépes AWACS-ek feladatainak körülbelül 95%-át lehet ellátni. Eredeti neve EMB 145 AEW&C.
- P–99: Partvédelmi járőrrepülőgép-változat. Az R–99 több szenzorát beépítették, a multi-spektrális rendszer és az oldalirányú radar kivételével, rendelkezik FLIR-toronnyal és SAR-ral is. A géptörzs tetején, a pilótafülke mögött helyezték el a légi utántöltő berendezést. Felkészítették tengeralattjárók és felszíni célok leküzdésére is. Ehhez 2-2 darab fegyverfelfüggesztő csomópontot alakítottak ki a szárnyon, amiken torpedókat, és hajóelleni rakétákat hordozhat. Elektronikai hadviselésre (EW) is felkészített, C3I-, elektronikus hírszerzői (ELINT) és távközlési hírszerzői (COMMINT) képességekkel, ahogyan a két előző altípus is. Prototípusa a PP–XJV lajstromú gép volt. Eredeti neve EMB 145 MP. A Mexikói Légierő alkalmazza.

## Megrendelő és üzemeltető országok

### Brazil Légierő
A 2/6 GAV állományában üzemelnek.
5 darab R–99A/E–99: 6700 (cn 145104) - PP–XSA lajstromú volt, 2006-ban még R–99A. A többi négy gép függőleges vezérsíkjain még 2008 végén is az R–99A típusjelzés volt látható: 6701 (cn 145122), 6702 (cn 145263), 6703 (cn 145365) PP–XSE, 6704 (cn 145392). Oka egyelőre ismeretlen.
3 darab R–99B: 6750 (cn 145140), 6751 (cn 145154) – PP–XRT, az RS/AGS prototípusa, 6752 (cn 145257)

### Görög Légierő

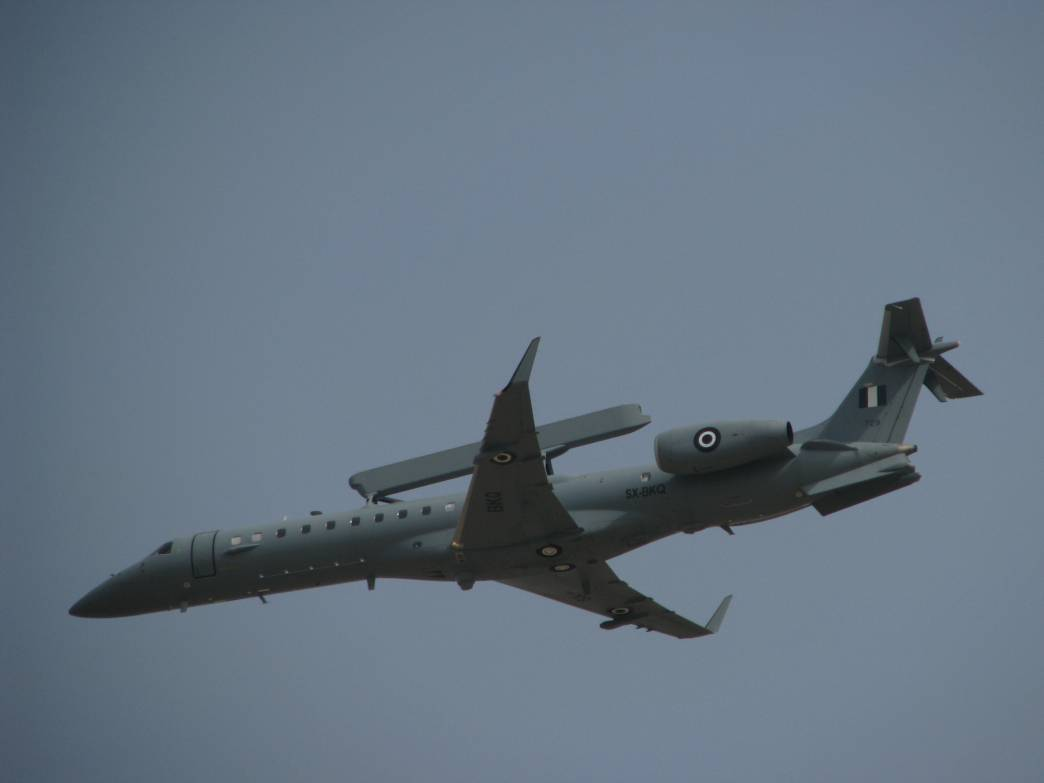
A Görög Légierő 729-es E–99-ese a 2008-as tanagrai görög légibemutatón. Jól kivehető az AESA-rendszerű svéd Erieye rádiólokátor és a törővégekre szerelt szárnyvégfülek

A Görög Légierő 4 darab E–99-et rendelt, melyek a 380. MASEPE "Uranos"/ 112. PM (112. Harci ezred/380. Korai előrejelző század) állományában vannak.
4 darab R–99A/E–99: SX-BKO/374 (cn 145374), SX-BKP/671 (cn 145671), SX-BKQ/729 (cn 145729), SX-BK?/757 (cn 145757)

### Mexikói Légierő
A típusból három gépet vettek, az 1 sz. Santa Lucía légi támaszponton (SLM / MMSM) állomásoznak.
1 darab R–99A/E–99: 4101 (cn 145190)
2 darab P–99: 4111 (cn 145694), 4112 (cn 145723)

### Indiai Légierő
Három darab E–99-re adott le rendelést India. Többségében a HAL-csoport fejlesztette rendszerekkel szerelik fel majd őket. A projekt 2003-ban kezdődött és 2013-ban feleződik be. Az Embraer még nem szállította le a megrendelt repülőgépeket.

## Alkalmazása
Brazíliai szolgálatban az E–99-esek és az R–99B-k az Anápolisi légi támaszponton állomásoznak. Öt darab E–99 és három darab R–99 a SIVAM-program (Sistema de Vigilância da Amazônia, magyarul „Amazóniai megfigyelő rendszer”) keretében Amazónia területe felett tevékenykedik. Itt a brazíliai esőerdőkben mozgó kábítószercsempész forgalmakat figyelik és rögzítik. A figyelőrendszert az amerikai Raytheon, a brazil ATECH és az Embraer közös pályázata nyerte. Napjainkban SIPAM (Sistema de Proteção da Amazônia) néven működik a program.
A Brazil Légierő alkalmazta a 6751-es lajstromszámú R–99B-t a katasztrófát szenvedett Air France 447-es járatának felkutatására.

### Külső hivatkozások
- Intelligence, Surveillance and Reconnaissance aircraft – Embraer Defense Systems (angolul)
- Brossúrák (angolul)
- Az ERJ 145 hivatalos oldala
- SIPAM (portugálul)